# 蔡世钹
蔡世钹（?—?），字邵源，号石坪，江西玉山人。
道光九年(1829)，调任漳平知县。任知縣期間，鑑於《漳平县志》未修一百四十多年，命县学教谕林得震为总纂，主修《漳平县志》一部10卷，次年六月告成。